# Ейский отдел
Ейский отдел — административная единица в составе Кубанской области Российской империи и Кубано-Черноморской области РСФСР, существовавшая в 1869-1924 годах. Административный центр — город Ейск (в 1902—1920 гг. — станица Уманская).

## География
Отдел занимал северную часть области, граничил на севере и востоке с Областью войска Донского, от которой отделялся реками Еей и Куго-Еей, на западе — с Азовским морем. Территория 11 190 вёрст² (12 734,2 км²).

### Современное состояние
На территории бывшего Ейского отдела Кубанской области сейчас располагаются Ейский, Староминский, Каневский, Ленинградский, Павловский, Крыловский, а также части Щербиновского, Кущевского и Тихорецкого районов Краснодарского края.

## История
- Образован в 1869 году как Ейский уезд с центром в городе Ейск, с 1888 года — отдел.
- В 1902 году управление отделом было перенесено в станицу Уманскую.
- После установления Советской власти на Кубани в марте 1920 года Ейский отдел вошёл в состав вновь образованной Кубано-Черноморской области, центром отдела вновь стал Ейск.
- 2 июня 1924 года была ликвидирована Кубано-Черноморская область и все отделы, входившие в неё. На территории Ейского отдела были образованы 6 районов (Ейский, Каневский, Кущевский, Павловский, Староминский, Уманский) Юго-Восточной области.

## Административное устройство
В 1913 году в состав отдела входило 2 волостных правления и 25 станиц: 
- Волостные правления:
  - Александровское — селение Александровское,
  - Воронцовское — селение Воронцовское,
- Станицы:

| - Должанская, - Екатериновская, - Калниболотская, - Камышеватская, - Каневская, - Канеловская, - Кисляковская, - Копанская, - Крыловская, - Кущевская, | - Незамаевская, - Новодеревянковская, - Новолеушковская, - Новоминская, - Новорождественская - Новощербиновская, - Павловская, - Стародеревянковская, - Старолеушковская, - Староминская, | - Старощербиновская, - Уманская, - Челбасская, - Шкуринская, - Ясенская. |

По состоянию на 26 января 1923 года в состав отдела входило 17 волостей:
| - Должанская, - Екатериновская, - Калниболотская, - Каневская, - Камышеватская, - Крыловская, - Кущевская, - Незамаевская, - Новодеревянковская, | - Новолеушковская, - Новоминская, - Новощербиновская, - Павловская, - Староминская, - Старощербиновская, - Уманская, - Челбасская. |

## Населённые пункты
Крупнейшие населённые пункты отдела (население, конец XIX века)
- г. Ейск (35 414[1])
- ст-ца Калниболотская (15 628)
- ст-ца Староминская (13 495)
- ст-ца Старощербиновская (11 519)
- ст-ца Екатериновская (11 290)
- ст-ца Уманская (11 137[1])
- ст-ца Каневская (10 260)
- ст-ца Незамаевская (9 525)
- ст-ца Павловская (8 050)
- ст-ца Кисляковская (7 958)
- ст-ца Новорождественская (7 866)
- ст-ца Новощербиновская (7 268)
- ст-ца Новоминская (6 586)
- ст-ца Новодеревянковская (6 449)
- ст-ца Новолеушковская (5 934)
- ст-ца Кущевская (5 831)
- ст-ца Шкуринская (5 000)
- ст-ца Камышеватская (4 835)
- ст-ца Челбасская (4 643)
- ст-ца Ясенская (4 262)
- ст-ца Старолеушковская (3 869)
- ст-ца Копанская (3 512)
- ст-ца Стародеревянковская (3 371)

## Население
Национальный состав отдела в 1897 году:
| Национальность | Численность, чел. | Доля от всего населения, % |
| -------------- | ----------------- | -------------------------- |
| украинцы       | 205 063           | 73,95                      |
| русские        | 65 449            | 23,60                      |
| немцы          | 1 952             | 0,70                       |
| другие         | 4 836             | 1,74                       |
| Итого:         | 277 300           | 100,00                     |

Распределение населения по половому признаку:
- мужчины — 140 344 (50,61 %)
- женщины — 136 956 (49,39 %)